# Plimsollmärke

Plimsoll- och lastmärke

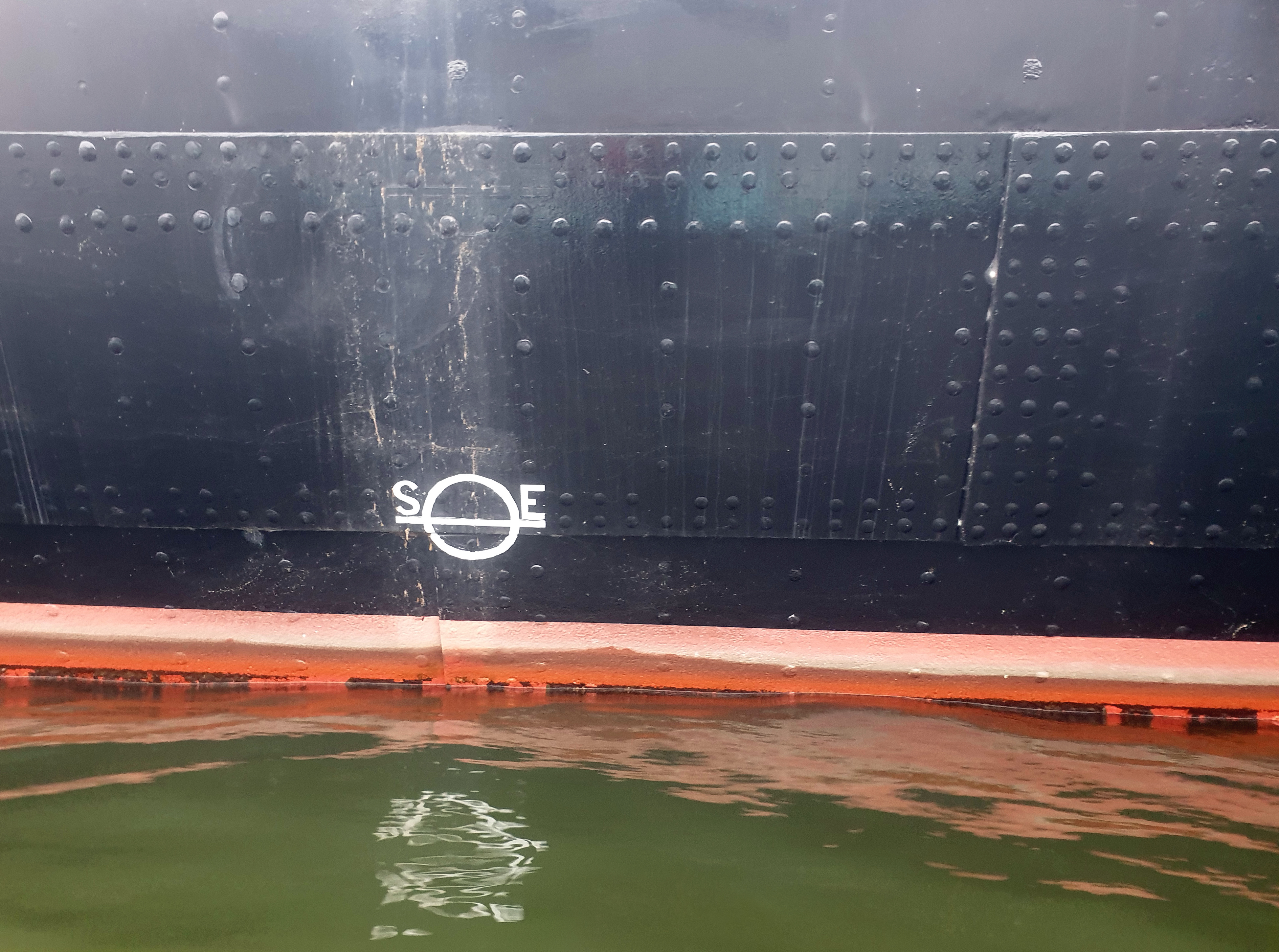
Plimsollmärke på S/S Sankt Erik.

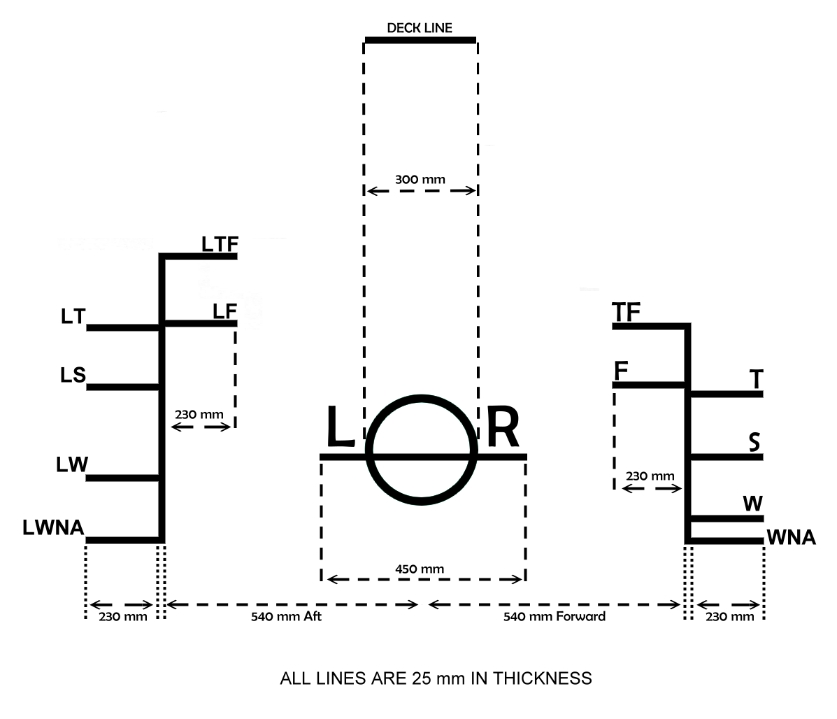
Markeringar i Plimsollmärke.

Plimsollmärke eller lastmärke är en uppmärkning av ett fartygs lastkapacitet, som markerar maximal nerlastning eller egentligen minsta fribord i förhållande till vattnets densitet och olika årstider.
Plimsollmärket används även inom kemin i exponentläge i anslutning till en storhetssymbol för att beteckna att storheten gäller under standardiserade betingelser (standardtillstånd eller standardförhållanden) så som vid en viss temperatur och visst tryck (STP), till exempel.
- E för "elektromotorisk spänning för reaktionen vid standardtillstånd"
- p = 1 atm för "standardtrycket är lika med en atmosfär"
- ΔHf för "bildningsentalpi under standardförhållanden".

Utseendet på tecknet kan i detta sammanhang skilja sig åt, till exempel ett genomstruket gement O satt i exponentläge (o) eller siffran noll satt i exponentläge (0) eller en cirkel med horisontellt streck (där strecket, till skillnad från plimsollmärket, inte sträcker sig utanför själva cirkeln) (ungefär ⊖). IUPAC rekommenderar dock i 3:e utgåvan av Quantities, Units and Symbols in Physical Chemistry ett tecken som till utseendet överensstämmer med gradtecknet (°) som alternativ till plimsollmärket (vilket i motsvarande utgåva tycks vara ett genomstruket gradtecken). Det liknande tecknet ⦵ (Unicode 29B5 "Circle with horizontal bar") har, beroende på teckensnitt, i regel kortare streck än plimsollmärket som visas i bilden ovan.

## Historia
Det officiella engelska namnet är International load line. Dess informella namn stammar från parlamentsledamoten och reformivraren Samuel Plimsoll, som förde en outtröttlig kamp för att förbättra säkerheten för engelska sjömän. Hans kamp ledde till att det brittiska parlamentet antog The Merchant Shipping Act år 1875. Lagen tvingade fram införandet av lastlinjer på alla handelsfartyg. Detta för att förhindra de flytande likkistorna (eng. coffin ship), det vill säga skepp så överlastade att ägaren förväntar sig ett skeppsbrott för att inkassera försäkringssumman. Icke sjövärdiga skepp kom att kallas plimsollare. Liknande lastmärken infördes successivt i de flesta andra länder, och den första internationella konventionen om lastlinjer antogs 1930 av sammanlagt 54 stater. 

## Beskrivning
Ett fartyg får i saltvatten med densiteten ϱ = 1 025 kg/m3 lastas till dess vattennivån ligger i överkant på linjen genom plimsollmärket eller i överkant på linjen S. I sötvatten med densiteten ϱ = 1 000 kg/m3 får fartyget lastas till överkant på linjen F. Avståndet mellan dessa benämns FWA, Fresh Water Allowance. Avståndet är den skillnad i djupgående som uppstår på grund av skillnaden i densitet ϱ mellan sötvatten och saltvatten.
Bokstäverna i lastkoden har följande betydelse:
- L... - Lumber, märket gäller last av timmer
- TF - Tropiskt sötvatten
- F - Sötvatten
- T - Tropiskt havsvatten
- S - Sommar i havsvatten
- W - Vinter i havsvatten
- WNA - Vinter i Nordatlanten

Skillnaden i densitet mellan varmt och kallt saltvatten är alldeles för liten för att det ska ha någon nämnvärd inverkan på fartygets lastkapacitet. De fyra lastmärkena TF, T, W och WNA har enbart att göra med ökade krav på ett fartygs fribord med hänsyn till förekommande väder i de olika områdena.
Märket WNA används endast på fartyg med en största längd av under 100 meter.
I plimsollmärket anges också, med två bokstäver, vilket klassningssällskap fartyget tillhör.

Exempel på klassningssällskap:
- DN - Det Norske Veritas (historiskt)
- SF - Statens fartygsinspektion
- SV - Sjöfartsverket
- LR - Lloyd's Register of Shipping
- GL - Germanischer Lloyd (historiskt)